# Li Huirong
Li Huirong (née le 14 avril 1965) est une athlète chinoise, spécialiste du triple saut, première détentrice du record du monde féminin. 

## Biographie
Le 25 août 1990, à Sapporo, Li Huirong devient officiellement la première détentrice du record du monde féminin du triple saut en établissant la marque de 14,54 m. En 1992, toujours à Sapporo, elle porte son record personnel à 14,55 m.
Lors des championnats du monde en salle de 1991, elle remporte la médaille d'argent du triple saut, alors épreuve de démonstration. Cette même année, elle s'adjuge le titre des Universiades d'été, à Sheffield.
Sélectionnée dans l'équipe d'Asie lors de la coupe du monde des nations de La Havane, elle remporte le titre avec un saut à 13,88 m.

### Palmarès
| Date | Compétition                    | Lieu      | Résultat | Épreuve                                | Performance |
| ---- | ------------------------------ | --------- | -------- | -------------------------------------- | ----------- |
| 1991 | Championnats du monde en salle | Séville   | 2e       | Triple saut (épreuve de démonstration) | 13,98 m     |
| 1991 | Universiade d'été              | Sheffield | 1re      | Triple saut                            | 14,20 m     |
| 1992 | Coupe du monde des nations     | La Havane | 1re      | Triple saut                            | 13,88 m     |

## Records
| Épreuve     | Performance | Lieu    | Date            |
| ----------- | ----------- | ------- | --------------- |
| Triple saut | 14,55 m     | Sapporo | 19 juillet 1992 |